# Aartsbisdom Bordeaux
Het aartsbisdom Bordeaux (-Bazas) (Latijn: Archidioecesis Burdigalensis (-Bazensis); Frans: Archidiocèse de Bordeaux (-Bazas)) is een in Frankrijk gelegen rooms-katholiek aartsbisdom met zetel in de stad Bordeaux. De aartsbisschop van Bordeaux is metropoliet van de kerkprovincie Bordeaux waartoe ook de volgende suffragane bisdommen behoren:
- bisdom Agen
- bisdom Aire en Dax
- bisdom Bayonne
- bisdom Périgueux

## Geschiedenis
Het bisdom Bordeaux werd opgericht in 314. In de 5e eeuw werd Bordeaux bezet door de Visigoten en kort daarna door de Franken. In 732 werd de stad verwoest door Abdul Rahman Al Ghafiqi. In de 9de eeuw vielen de Noormannen Bordeaux binnen en plunderden de stad. Hierna bloeide de stad op en in de 12e eeuw werd Bordeaux verheven tot aartsbisdom. Gerard d' Angoulême (de Blaye) was van 1131 tot 1135 de eerste aartsbisschop.
In 1305 werd aartsbisschop Bertrand de Gouth verkozen tot paus als Clemens V. Deze paus verplaatste de pauselijke zetel van Rome naar Avignon. Een geschiedenis die bekendstaat als de Babylonische ballingschap der pausen. Andere bekende aartsbisschoppen van Bordeaux waren: kardinaal Francesco Uguccione (1389-1412) en kardinaal Jean du Bellay (1544-1553).
Tijdens de onrustige periode van de Franse Revolutie werd de kathedraal van Bordeaux veranderd in een schuur. De toenmalige aartsbisschop Jérôme Marie Champion de Cicé werd door de nieuwe constitutionele bisschoppen Pacareau Pierre en Dominique Lacombe gedwongen zijn taak neer te leggen. De aartsbisschop weigerde echter en emigreerde. Met de ondertekening van het Concordaat van 15 juli 1801 door Napoleon Bonaparte en kardinaal Ercole Consalvi als vertegenwoordiger van paus Pius VII kwam er een einde aan het Gallicanisme en kwam er in de persoon van Charles-François d’Aviau Du Bois de Sanzay (1802-1826) sinds lange tijd weer een door de paus erkende aartsbisschop in Bordeaux.
Een andere bekende aartsbisschop was Victor-Lucien-Sulpice Lécot (1890-1908). Hij stond bekend om zijn maatschappelijke betrokkenheid, bijvoorbeeld door de oprichting van de arbeiderskeukens en zijn algemene inzet voor de arbeidersklasse.
Op 20 november 1937 werd de naam van het aartsbisdom veranderd in Bordeaux (-Bazas). Het bisdom Bazas was reeds opgeheven in 1802. De huidige aartsbisschop is sinds 2019 Jean-Paul André Denis Marcel James

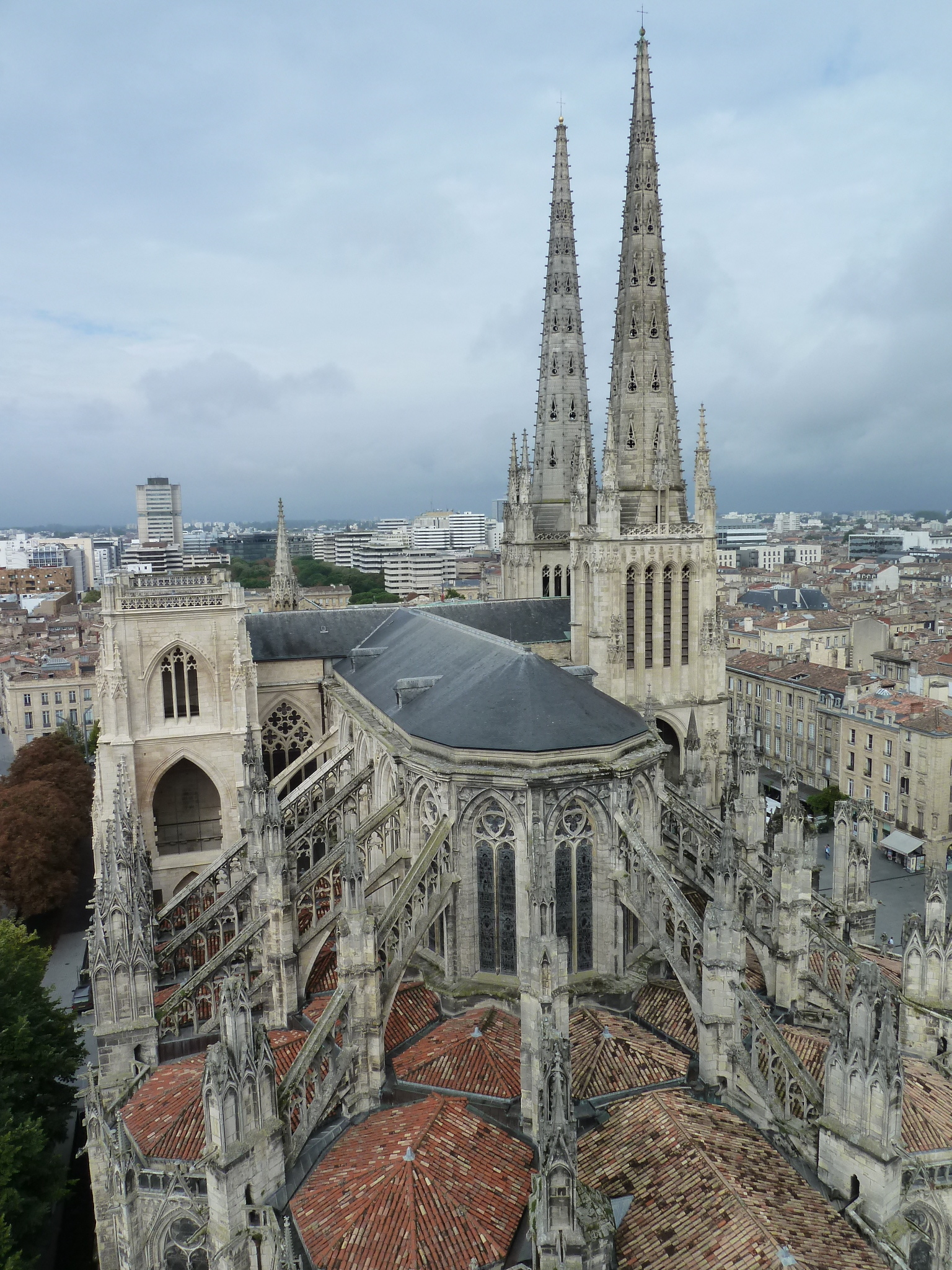
Kathedraal van Bordeaux
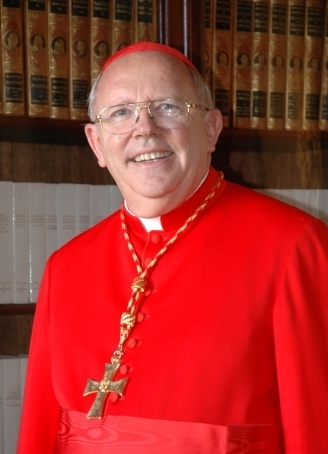
aartsbisschop Jean-Pierre kardinaal Ricard (2001-2019)